# Cracovia (turniej szachowy)
Cracovia – festiwal szachowy, organizowany od 1990 r. w Krakowie i rozgrywany tradycyjnie na przełomie lat z udziałem kilkuset szachistów. W głównej grupie turniejowej (Open A) startują zawodnicy z tytułami międzynarodowymi (arcymistrzowie i mistrzowie międzynarodowi), w kolejnych – szachiści niższej rangi oraz juniorzy (przydział do określonych grup turniejowych definiuje za każdym razem komunikat organizacyjny).

## Zwycięzcy dotychczasowych edycji
| Lp | Rok     | Zawodnicy                 |
| -- | ------- | ------------------------- |
| 1  | 1990/91 | Dmitrij Czuprikow         |
| 2  | 1991/92 | Aleksiej Aleksandrow      |
| 3  | 1992/93 | Giennadij Kisielow        |
| 4  | 1993/94 | Jacek Gdański             |
| 5  | 1994/95 | Bartosz Soćko             |
| 6  | 1995/96 | Natalija Kyselowa         |
| 7  | 1996/97 | Mirosław Grabarczyk       |
| 8  | 1997/98 | Artur Jakubiec            |
| 9  | 1998/99 | Wadym Małachatko          |
| 10 | 1999/00 | Jurij Zezulkin            |
| 11 | 2000/01 | Jewhen Mirosznyczenko     |
| 12 | 2001/02 | Andrej Żyhałka            |
| 13 | 2002/03 | Andrij Zontach            |
| 14 | 2003/04 | Konstantin Czernyszow     |
| 15 | 2004/05 | Radosław Wojtaszek        |
| 16 | 2005/06 | Marcin Dziuba             |
| 17 | 2006/07 | Artur Jakubiec            |
| 18 | 2007/08 | Dariusz Szoen             |
| 19 | 2008/09 | Grzegorz Gajewski         |
| 20 | 2009/10 | Ołeksandr Zubow           |
| 21 | 2010/11 | Ołeksandr Zubow           |
| 22 | 2011/12 | Jacek Tomczak             |
| 23 | 2012/13 | Kamil Dragun              |
| 24 | 2013/14 | Wołodymyr Małaniuk        |
| 25 | 2014/15 | Ołeksandr Zubow           |
| 26 | 2015/16 | Kamil Dragun              |
| 27 | 2016/17 | Aleksander Miśta          |
| 28 | 2017/18 | Christopher Repka         |
| 29 | 2018/19 | Marco Dietmayer-Kraeutler |
| 30 | 2019/20 | Petro Golubka             |
| 31 | 2020/21 | Alexander Donchenko       |
| 32 | 2021/22 | Łukasz Licznerski         |
| 33 | 2022/23 | Lukas Dotzer              |
| 34 | 2023/24 | Toivo Keinanen            |